# Inge Landgut
Inge Landgut (* 23. November 1922 in Berlin; † 29. Mai 1986 in Berlin-Zehlendorf) war eine deutsche Schauspielerin und Synchronsprecherin.

## Leben

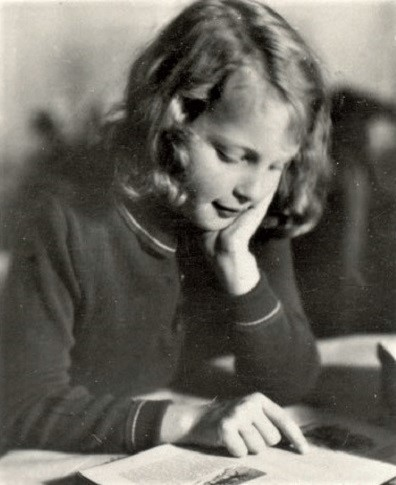
Inge Landgut im Alter von etwa 8 Jahren. Fotograf: Siegmund Labisch

Inge Landgut, Tochter des Kraftfahrers Wilhelm Landgut und seiner Ehefrau Gertrud Landgut, stand, entdeckt von Henny Porten, bereits im Alter von drei Jahren vor der Kamera und wirkte als Kinderdarstellerin in knapp 30 Stummfilmen sowie frühen Tonfilmen mit. Hervorzuheben sind dabei ihre Auftritte als Pony Hütchen in der ersten Verfilmung von Emil und die Detektive nach Erich Kästner und als Opfer des Kindermörders in Fritz Langs M, einer der ersten deutschen Tonfilmproduktion.
Nach dem Schulabschluss am Gymnasium absolvierte sie die Schauspielschule des Deutschen Theaters Berlin und erhielt Schauspielunterricht von Agnes Windeck. Theaterengagements in Eisenach (1939–1941), Karlsruhe (1941–1944) und Berlin folgten. In späteren Jahren spielte sie vor allem in Fernsehserien und Mehrteilern wie Tadellöser & Wolff nach Walter Kempowski sowie der Fortsetzung Ein Kapitel für sich.
Während ihre Auftritte in Film- und Fernsehproduktionen seit den 1950er Jahren seltener wurden, arbeitete sie ab 1951 umfangreich in der Synchronisation. Dabei lieh sie ihre Stimme bekannten Kolleginnen wie Olivia de Havilland (Verschollen im Bermuda-Dreieck), Barbara Bel Geddes (in der Serie Dallas; nach Landguts Tod übernahm Edith Schneider diese Rolle), Angie Dickinson (Bei Madame Coco), Sophia Loren (Das Gold von Neapel), „Miss Moneypenny“ Lois Maxwell (in  Diamantenfieber und Im Geheimdienst Ihrer Majestät), Esther Williams (Sturm über Eden), Shelley Winters (Die größte Geschichte aller Zeiten oder in ihrer Oscar-nominierten Rolle in Die Höllenfahrt der Poseidon) oder als erste Sprecherin der Wilma in der Zeichentrickserie Familie Feuerstein.
Verschiedentlich lieh sie ihre Stimme auch Figuren in Zeichentrickfilmen Walt Disneys, darunter in den deutschen Fassungen von Dumbo, Susi und Strolch und 101 Dalmatiner. Außerdem synchronisierte sie Hermione Baddeley in Mary Poppins.
Inge Landgut war verheiratet mit dem Schauspielkollegen und Regisseur Werner Oehlschläger (1904–1980).  Sie lebte in Berlin und starb 1986 im Berliner Behring-Krankenhaus an Krebs.

## Filmografie
- 1927: Violantha
- 1928: Angst
- 1928: Indizienbeweis
- 1929: Meineid
- 1929: Mutterliebe
- 1929: Die seltsame Vergangenheit der Thea Carter
- 1929: Frauen am Abgrund
- 1929: Phantome des Glücks
- 1930: Der Detektiv des Kaisers
- 1930: Lohnbuchhalter Kremke
- 1931: M
- 1931: Emil und die Detektive
- 1931: Luise, Königin von Preußen
- 1934: Hanneles Himmelfahrt
- 1935: Das Einmaleins der Liebe
- 1937: Liebe kann lügen
- 1938: Das Mädchen von gestern Nacht
- 1938: Was tun, Sybille
- 1939/41: Frauen sind doch bessere Diplomaten
- 1948: Die Söhne des Herrn Gaspary
- 1949: Diese Nacht vergess ich nie!
- 1949: Unser täglich Brot
- 1950: Dreizehn unter einem Hut
- 1950: Der Fall Rabanser
- 1951: Hilfe, ich bin unsichtbar!
- 1951: Torreani
- 1952: Brelan d'As
- 1953: Lied der Taube (Fernsehfilm)
- 1953: Der Fall Sieveking (Fernsehfilm)
- 1958: Ist Mama nicht fabelhaft?
- 1962–1964: Pension Spreewitz (Fernsehserie)
- 1970–1973: Doppelgänger (Fernsehserie)
- 1975: Tadellöser & Wolff (Fernsehserie)
- 1976: Pension Schöller (Fernsehspiel)
- 1978: Kommissariat 9 (Fernsehserie, Folge Der Preisbrecher)
- 1979: Ein Kapitel für sich (Fernsehserie)
- 1984: Schneeweißchen und Rosenrot

## Synchronrollen (Auswahl)
| Schauspielerin       | Film/Serie                                       | Rolle                |
| -------------------- | ------------------------------------------------ | -------------------- |
| Betty Garde          | Die Diebe von Marschan (Synchro 1980)            | Mirza                |
| Coral Browne         | Xanadu                                           | Female Heavenly      |
| Dame Angela Lansbury | Als Amerika nach Olympia kam (Fernsehserie)      | Alice Garrett        |
| Dorothy Malone       | Die Hand am Colt (Synchro 1960)                  | Jeannie Bristow      |
| Dorothy Malone       | Maler und Mädchen                                | Abigail Parker       |
| Dorothy Malone       | Dem Tode entronnen                               | Helen Gaxton         |
| Dorothy Malone       | Quantez, die tote Stadt                          | Chaney               |
| Dorothy Malone       | Duell in den Wolken                              | LaVerne Shumann      |
| Dorothy Malone       | El Perdido                                       | Belle                |
| Dorothy Malone       | Novemberplan                                     | Dawn Archer          |
| Dorothy Malone       | Rendezvous mit dem Tod                           | Mrs. Skinner         |
| Elsa Lanchester      | Jede Frau braucht einen Engel (ZDF-Synchro 1974) | Matilda              |
| Hermione Baddeley    | Mary Poppins                                     | Hausmädchen Ellen    |
| Irene Hervey         | Sadistico – Wunschkonzert für einen Toten        | Madge                |
| Irene Tedrow         | Invasion von der Wega (Fernsehserie)             | Miss Lapham          |
| Joan Shawlee         | Hart aber herzlich (Blüten-Traumschiff)          | Mrs. Goodrich        |
| Kathleen Freeman     | Der Verrückte Professor                          | Millie Lemmon        |
| Kathleen Freeman     | Drei auf einer Couch                             | Murphy               |
| Kristina Hanson      | Mördersaurier                                    | Betty Piper          |
| Lee Fierro           | Der Weiße Hai (1. Synchro für Kino)              | Mrs. Kintner         |
| Lieux Dressler       | Das letzte Wort hat Tilby                        | Deary                |
| Lieux Dressler       | Mörderspinnen                                    | Emma Washburn        |
| Linda Stearns        | Ein Rabbi im wilden Westen                       | Mutter               |
| Lois Maxwell         | Im Geheimdienst ihrer Majestät                   | Miss Moneypenny      |
| Lois Maxwell         | Diamantenfieber                                  | Miss Moneypenny      |
| Louise Lasser        | Die Killer-Akademie                              | Helene Trend         |
| Mary Clare           | Jung und unschuldig                              | Ericas Tante         |
| Minna Gombell        | Dick und Doof – Lange Leitung (2. Synchro 1967)  | Mrs. Hardy           |
| Monica Lewis         | Erdbeben                                         | Barbara              |
| Nancy Kulp           | Aristocats                                       | Frou-Frou, das Pferd |
| Naomi Stevens        | Hotel (Fernsehserie)                             | Mrs. Tomasino        |
| Olivia de Havilland  | Mörderische Leidenschaft                         | Honoria Waynflete    |
| Peggy Pope           | Hart aber herzlich (Friedwart kennt den Mörder)  | Annette              |
| Priscilla Lane       | Saboteure (Synchro 1958)                         | Patricia Martin      |
| Rosemary Clooney     | Weiße Weihnacht                                  | Betty                |
| Rutanya Alda         | Meine liebe Rabenmutter                          | Carol Ann            |
| Sara Shane           | Tarzans größtes Abenteuer                        | Angie                |
| Shelley Winters      | Zu allem entschlossen                            | Joy Carroll          |
| Shelley Winters      | Die größte Geschichte aller Zeiten               | Namenlose            |
| Shelley Winters      | Die Höllenfahrt der Poseidon                     | Belle Rosen          |
| Shelley Winters      | Delta Force                                      | Edie Kaplan          |
| Susan Engel          | Inspektor Clouseau                               | Carmichael           |
| Terry Nibert         | Die Kleinen Füchse (Synchro 1974)                | Julia                |
| Virginia Brissac     | Schwarzer Freitag                                | Margaret Kingsley    |
| Zasu Pitts           | Ein Butler in Amerika                            | Prunella Judson      |

## Hörspiele
- 1952: Paul Sarauw: Der kleine Napoleon – Bearbeitung (Wort): Günter Neumann, Komposition: Erik Fiehn, Günter Neumann, Regie: Werner Oehlschläger (RIAS Berlin)[2]
- 1953: Karl Farkas: Bei Kerzenlicht – Bearbeitung (Wort): Curth Flatow, Komposition: Robert Katscher, Bearbeitung (Musik): Heinrich Riethmüller, Regie: Rolf Kutschera  (Theatermitschnitt – RIAS Berlin)[2]
- 1959: Thierry: Pension Spreewitz (Ein junger Dichter und ein Fräulein mit Hula Reifen, Folge 33, Erstsendung 7. März 1959) – Regie: Ivo Veit (RIAS Berlin)[3]
- 1965: Werner Brink: Es geschah in Berlin. Teure Reise nach Italia (Folge 370) – Regie: Werner Oehlschläger (RIAS Berlin)[4]